# Sandstäpp

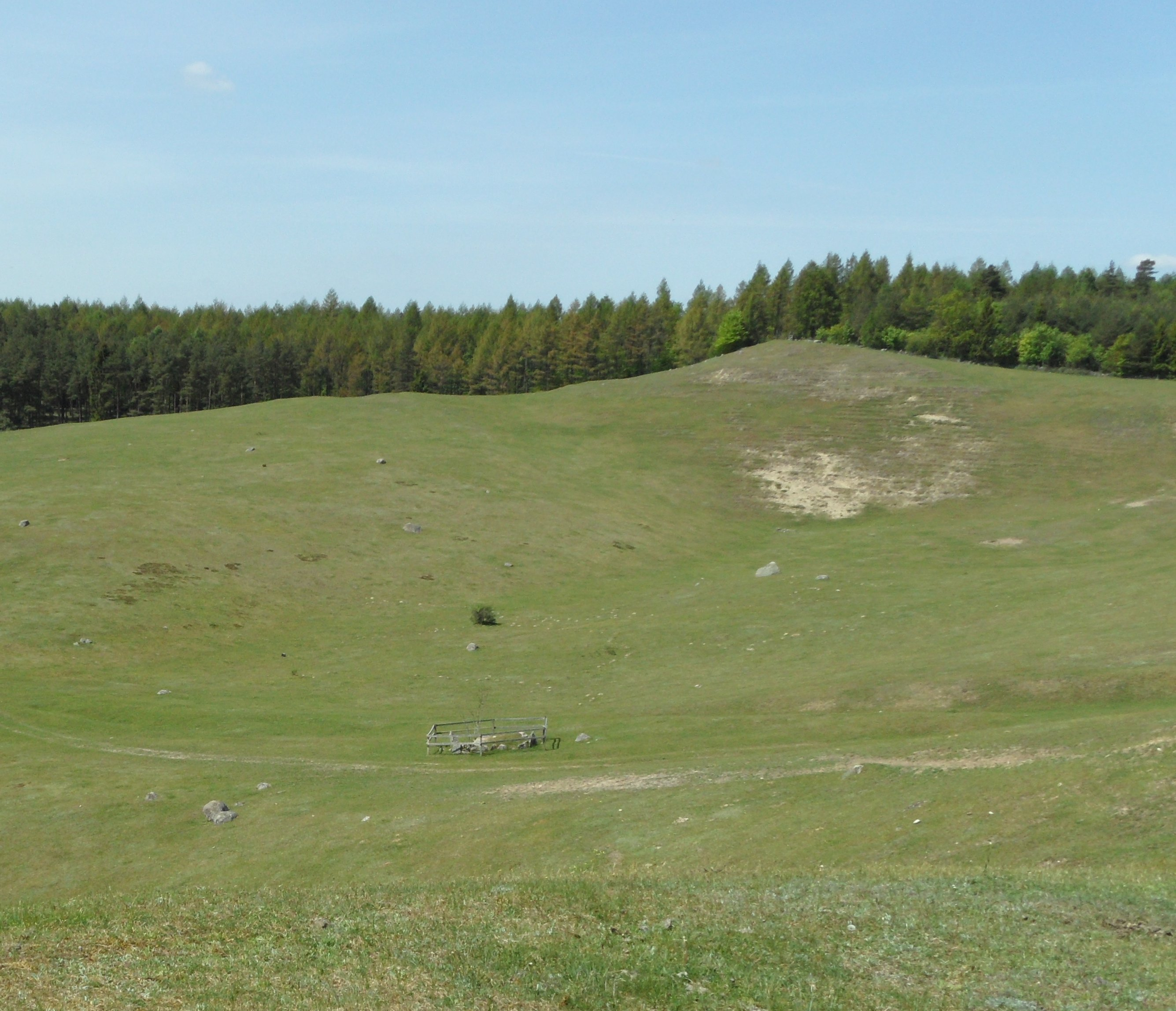
Sandstäpp på naturreservatet Kumlan.

Sandstäpp är en vegetationstyp som uteslutande består av sandmark med endast lågt gräs och buskar. Denna vegetation har bildats genom att djur har betat på gräset och därmed hållit landskapet öppet. Om betet skulle upphöra skulle sandstäppen växa igen och bli till en skog. 
Den svenska sandstäppen har minskat kraftigt under 1900-talet och är idag en starkt hotad naturtyp. Naturtypen förekommer endast i ett fåtal varma och soliga lägen i sommartorra områden i östra Skåne och på Öland. Exempel på svenska sandstäpper är Kumlan, Drakamöllan, Brösarps backar, Degeberga backar och Sånnarna.